# Ara červenoramenný
Ara červenoramenný (Diopsittaca nobilis) je pták z čeledi papouškovití (Psittacidae). Pochází z Venezuely, Bolívie, Brazílie a východního Peru. Vyskytuje se převážně v tropických nížinách, savanách nebo bažinách.
Někdy je též nazýván ara Hahnův.

## Popis
Ara červenoramenný je velký 30–35 cm. Má dlouhý úzký ocas a velkou hlavu. Na těle má jasně zelené peří, které je na hlavě zmodralé. Přední hrany křídel (zejména na spodní straně) jsou červené. Oči jsou oranžové a kolem nich je bílé peří.

## Potrava
Živí se převážně potravou z korun stromů. Sbírají převážně semínka, bobule, ovoce a květy.

## Rozmnožování

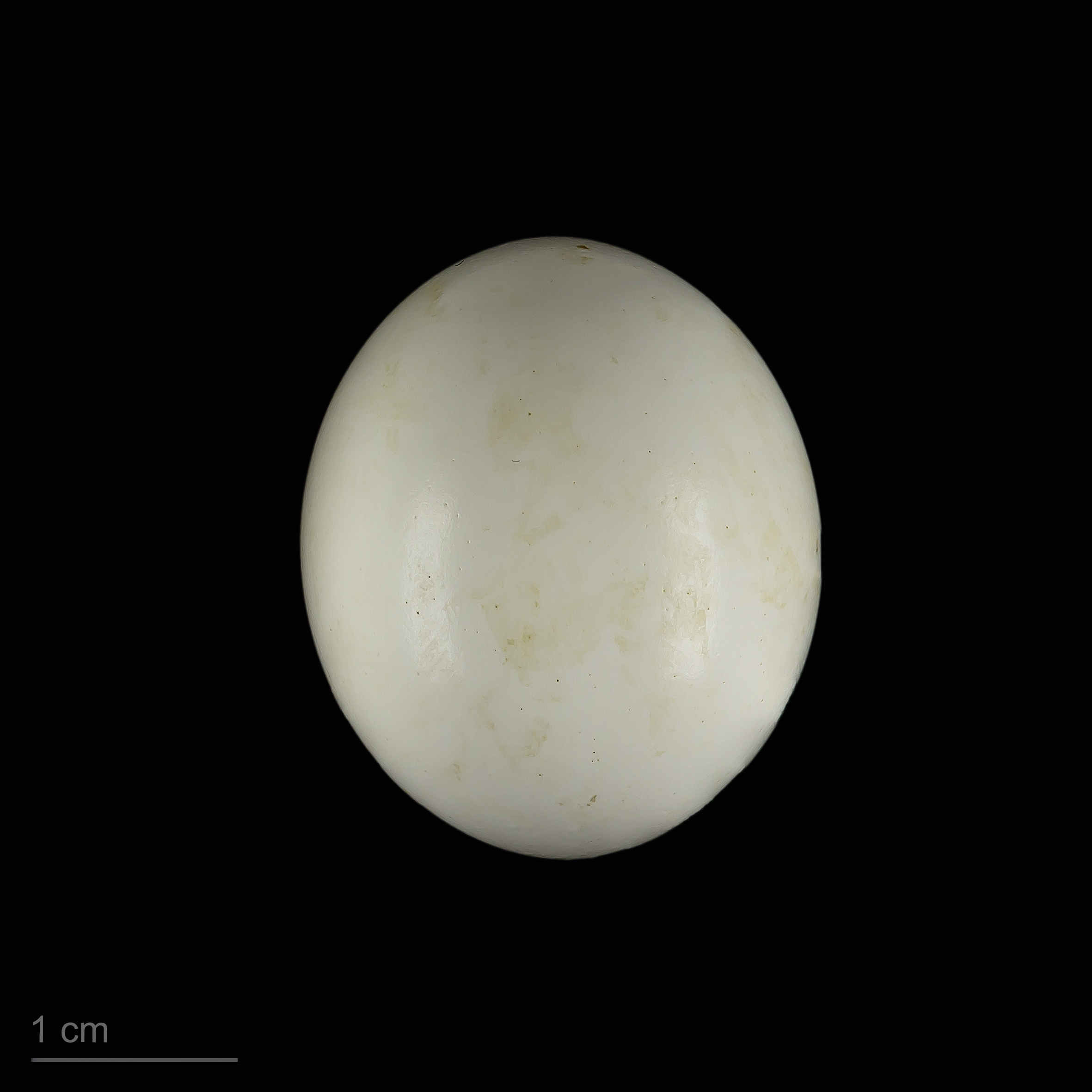
Diopsittaca nobilis

Většinou snáší 3–4 vajíčka. Délka inkubace je cca 26 dní. Mláďata jsou schopna létat po 10–14 týdnech. Hnízda staví v dutinách odumřelých palem, dutých větvích nebo kmenech.

## Synonyma
- Ara hahni (Souancé, 1856)
- Ara nobilis (Linnaeus, 1758)
- Arara cayana (Lesson, 1831)
- Arara hahni (Souancé, 1864)
- Arara macrognathus (Spix & Martius, 1824)
- Arara nobilis (Linnaeus, 1758)
- Conurus cyanothrix (Finsch, 1867)
- Conurus hahni (Souancé, 1856)
- Conurus macrognathus (Spix & Martius, 1824)
- Conurus nobilis (Linnaeus, 1758)[3]

## Poddruhy
U ary červenoramenného rozlišujeme tři poddruhy:
- Diopsittaca nobilis cumanensis (Lichtenstein, 1823)
- Diopsittaca nobilis longipennis (Neumann, 1931)
- Diopsittaca nobilis nobilis (Linnaeus, 1758)